# Hunderttageoffensive
Als Hunderttageoffensive bezeichnet man die letzte Phase des Ersten Weltkrieges an der Westfront. Die Alliierten unternahmen in dieser Zeit vom 8. August 1918 bis zum 11. November 1918 eine Reihe von Angriffen gegen deutsche Truppen. Der erste erfolgreiche Angriff war die Schlacht bei Amiens. Die Angriffsserie zwang die Deutschen, sich hinter die Hindenburglinie zurückzuziehen, und endete mit dem Waffenstillstand von Compiègne. Die Hunderttageoffensive bezeichnet keine in sich geschlossene Operation, sondern die rasche Abfolge einzelner und letztlich entscheidender Siege der Alliierten.

## Vorgeschichte
Die im Frühjahr 1918 begonnene Serie von Offensiven der Deutschen an der Westfront kam im Juli 1918 langsam zum Ende. Die Deutschen waren bis an die Marne vorgedrungen, hatten aber keinen entscheidenden Durchbruch erreicht. Mit dem Ende der deutschen Offensive befahl der alliierte Oberbefehlshaber Ferdinand Foch während der Zweiten Marneschlacht am 18. Juli eine Gegenoffensive bei Villers-Cotterêts und im Raum Soissons. Die Deutschen erkannten, dass ihre Stellung bei Château-Thierry unhaltbar war, und zogen sich nach Norden zurück. Für diesen Sieg wurde Foch am 6. August zum Marschall von Frankreich ernannt.

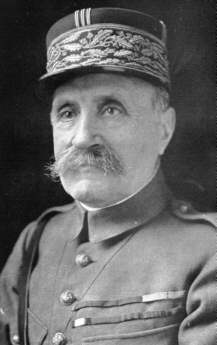
Marschall Ferdinand Foch

Foch hielt es an der Zeit, dass die Alliierten wieder eine Offensive durchführten. Amerikanische Truppen waren nun in großer Zahl in Frankreich und das wirkte sich positiv auf die Moral der alliierten Truppen aus. Der Oberbefehlshaber der American Expeditionary Forces (AEF) General John J. Pershing wollte seine Armee in einer unabhängigen Rolle einsetzen. Die British Expeditionary Force (BEF) des Feldmarschalls Douglas Haig war durch Truppen aus Palästina und Italien sowie durch Verstärkungen, die Premierminister David Lloyd George in England bis dahin zurückgehalten hatte, verstärkt worden.
Eine Reihe von Plänen wurden erwogen und schließlich stimmte Foch einem Vorschlag Haigs zu, der einen Angriff an der Somme, ostwärts von Amiens und südwestlich des Schlachtfeldes von 1916 vorsah. Das Ziel dieses Angriffs sollte die Verdrängung der Deutschen von der wichtigen Bahnlinie Amiens – Paris sein. Die Somme wurde dabei als besonders geeigneter Ort ausgewählt, weil sie wie 1916 die Verbindungsstelle der BEF und der französischen Armee war und beide Armeen so nicht nur zusammenarbeiten konnten, sondern gleichzeitig über die Straße von Amiens nach Roye versorgt werden konnten. Die Landschaft der Picardie wurde auch als besser geeignet für den Einsatz von Panzern im Vergleich zu Flandern angesehen. Die deutschen Truppen in diesem Abschnitt wurden als relativ schwach eingeschätzt, da die 2. Armee unter General Georg von der Marwitz durch ständige kleinere Angriffe (z. B. am 4. Juli 1918 in der Schlacht von Hamel durch australische Truppen) bereits erkundet worden war.

## Die Schlachten

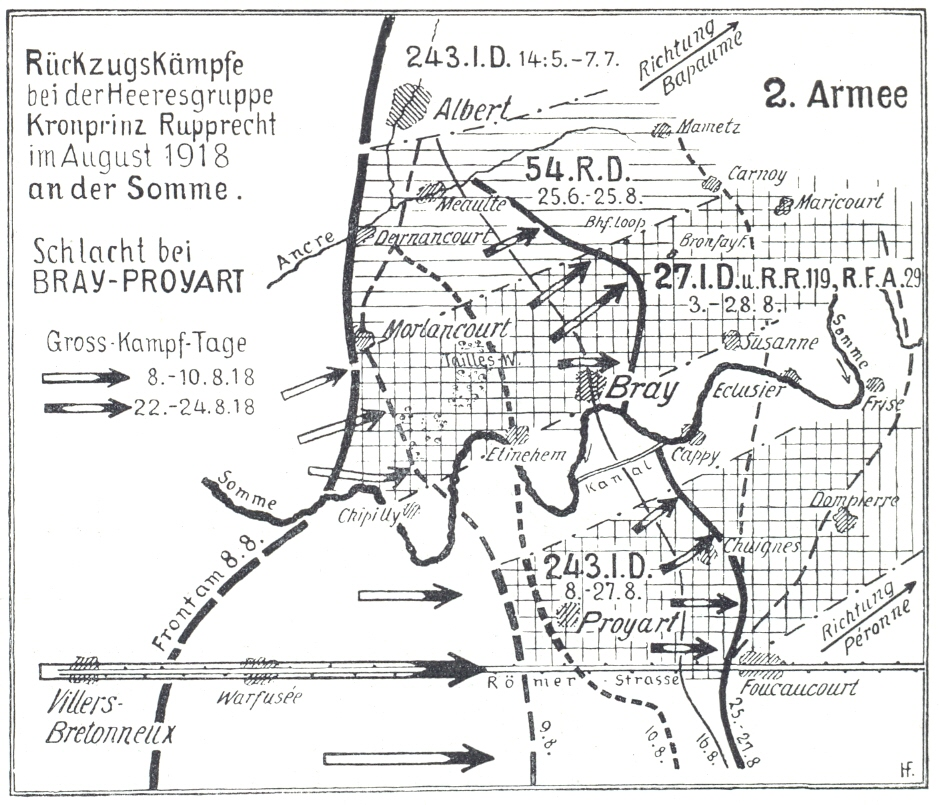
Schlacht bei Amiens: nördlicher Abschnitt des britischen III. Korps (Butler)

### Amiens
Die Schlacht bei Amiens (von den Franzosen auf der Südflanke der Front als Schlacht bei Montdidier bezeichnet) begann am 8. August 1918 mit dem Angriff der britischen 4. Armee unter General Henry Rawlinson mit mehr als 10 Divisionen, die bereits großteils von australischen und kanadischen Truppen gestellt wurden und mehr als 500 Panzer einsetzten. Der Angriff war sorgfältig vorbereitet worden und kam für die Deutschen völlig überraschend. Australische und kanadische Einheiten leiteten den Angriff ein und durchbrachen bei Villers-Bretonneux die deutschen Linien, die bis Harbonnières eingebrochenen Tanks bedrohten die rückwärtigen Stellungen und lösten bei den deutschen Truppen Panik aus.

### Der „schwarze Tag des deutschen Heeres“
Nördlich der Somme unterstützte das britische III. Korps unter General Richard Butler durch Angriffe auf Morlancourt. Marschall Foch setzte durch, dass die weiter südlich stehende französische 1. Armee unter General Marie-Eugène Debeney ebenfalls an der Offensive gegen die deutsche 18. Armee unter General Oskar von Hutier teilnahm. Am Ende des Tages hatten die Alliierten 17.000 Gefangene gemacht und 330 Geschütze erbeutet. Die Gesamtverluste der Deutschen werden auf 30.000 Mann geschätzt. Die Alliierten verloren 6500 Soldaten. Der Chef der Obersten Heeresleitung Erich Ludendorff nannte diesen Tag den „schwarzen Tag des deutschen Heeres“. Der Vormarsch der alliierten Truppen setzte sich noch drei Tage fort, ohne jedoch die großen Erfolge des ersten Tages zu wiederholen, da wegen des schnellen Vormarsches der Nachschub nicht mithalten konnte. Am ersten Tag gewannen die alliierten Truppen einen Durchbruch auf 19 km Breite und etwa 8 km an Tiefe, am 10. August wurde Montdidier durch die Truppen Debeneys eingenommen und die Deutschen zogen sich auf die Linie Bray – Lihons – Arvillers zurück. Erst am 18. August wurde der alliierte Angriff an der Linie Albert – Chaulnes – Roye – Lassigny durch deutsche Reserven kurzfristig zum Stehen gebracht.

## Französische Angriffe zwischen Noyon und Soissons
Der Angriff der britischen Truppen wurde durch die französische Heeresgruppe Fayolle südlich der Somme kräftig unterstützt. Am 12. August übernahm die bei den Deutschen neugebildete Heeresgruppe Boehn die Führung beiderseits der Somme, ihm unterstellt wurde die deutsche 2., 18. und 9. Armee. Die 18. Armee (Hutier) war bis 18. August gegenüber der französischen 1. und 3. Armee bereits auf die Linie Lassigny – Roye – Chaulnes zurückgenommen worden. Bei der südlich anschließenden Heeresgruppe Kronprinz hatte die deutsche 7. Armee – jetzt unter General der Infanterie Magnus von Eberhardt – den Marnevorsprung wegen der Angriffe der französischen 10. Armee unter General Charles Mangin bereits Ende Juli aufgegeben und war auf die Vesle zurückgegangen. Am 17. August eröffnete die französische 3. Armee unter General Georges-Louis Humbert die zweite Schlacht bei Noyon, die Stadt Noyon musste am 29. August von der deutschen 18. Armee aufgegeben werden. Die deutsche 9. Armee wurde bei Coucy bis 22. August auf die Ailette zurückgedrängt. Die nach Südosten anschließende deutsche 1. und 3. Armee der Generale Bruno von Mudra und Karl von Einem konnten die alten Stellungen bei Reims und in der Champagne halten.

### Kämpfe bei Albert, Arras und an der Somme

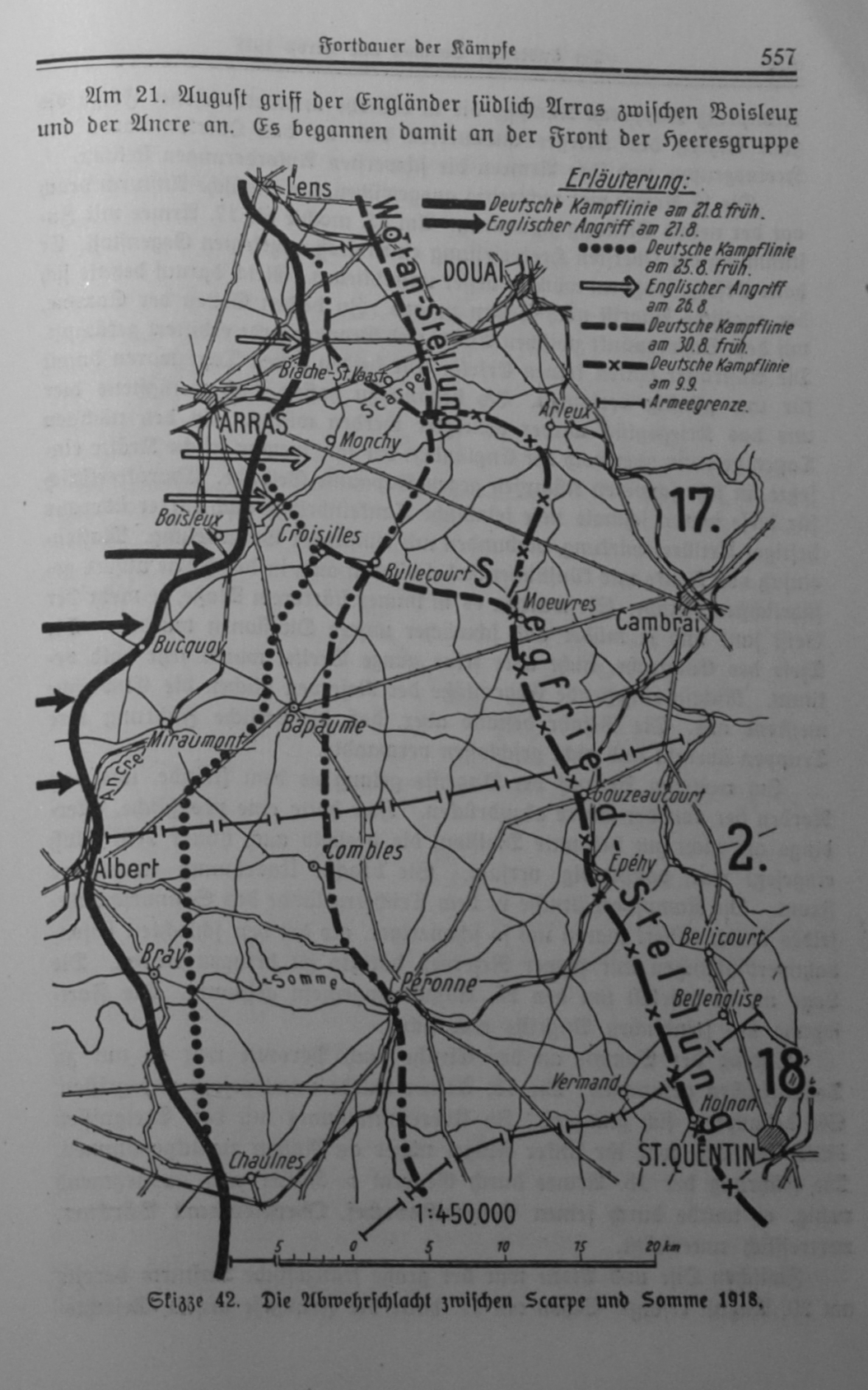
Rückzugskampf im Gebiet der Somme

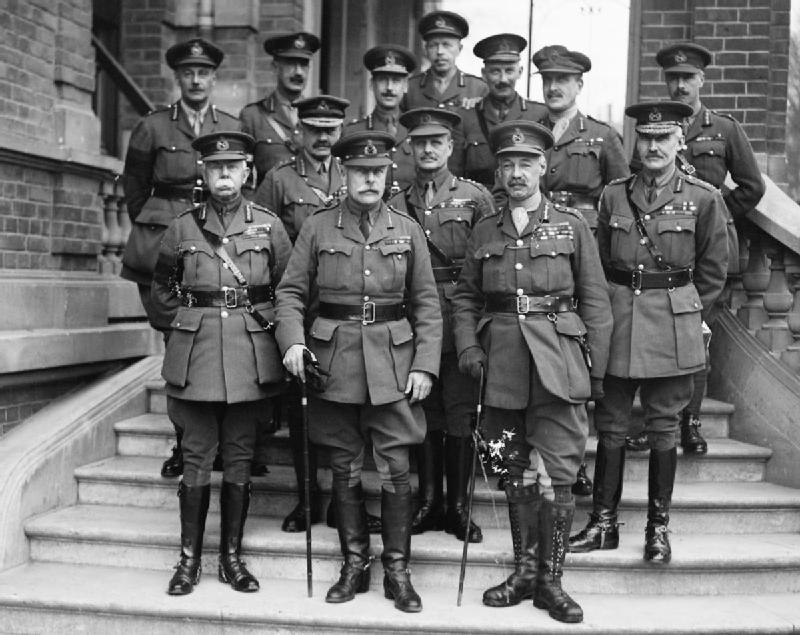
Sir Douglas Haig (Mitte) mit seinen Armeeführern: von links – Herbert Plumer (2. Armee), Julian Byng (3. Armee), General William Birdwood (5. Armee), Henry Rawlinson (4. Armee) und Henry Horne (1. Armee), dahinter andere Stabsoffiziere

Am 15. August 1918 verlangte Marschall Foch von General Haig, den Durchbruch bei Amiens fortzusetzen. Die Offensive der britischen 4. Armee war ins Stocken geraten, weil es den Alliierten an Nachschub mangelte und die deutsche Heeresleitung unter General Erich Ludendorff noch rechtzeitig Verstärkungen in diesen Bereich heranführen konnte. Haig weigerte sich und bereitete stattdessen einen neuen Angriff etwas weiter nördlich bei Albert vor. Die Schlacht bei Albert begann am 21. August 1918. Der britischen 3. Armee unter Julian Byng gelang es auf Anhieb, die deutsche Front zwischen Boisleux und Bucquoy auf 5 km Breite aufzureißen. General Byng nahm Courcelles und überschritt bei Albert und Beaucourt die Ancre. Albert wurde von den Briten am 22. August zurückerobert, am 24. folgte die Rückeroberung von Thiepval am 25. Montauban, Martinpuich, Mametz, am 26. die Einnahme von Longueval. Die Stadt Bapaume und Combles wurde von Byng zwischen 29. und 31. August in der Zweiten Schlacht bei Bapaume zurückerobert.
Am 26. August erweiterten die weiter nördlich stehenden Korps der britischen 3. Armee ihren Angriff auch südlich der Scarpe und erreichten den Einbruch auf elf Kilometer Breite. Die Schlacht an der Scarpe wird auch als Zweite Schlacht bei Arras bezeichnet, das zerstörte Monchy-le-Preux wurde eingenommen. Gleichzeitig schob die weiter südlich stehende britische 4. Armee ihre Front auf einer Breite von elf Kilometer nördlich der Somme weiter nach Osten vor. Östlich von Amiens gelang es dem australischen Korps unter General John Monash, nachdem Artillerie und Munition herangeführt worden waren, die Somme nördlich von Péronne zu überqueren. In der Schlacht am Mont Saint-Quentin zwischen 31. August und 3. September wurde das deutsche Generalkommando 51 schwer bedrängt; die 18. Armee gab am 1. September Péronne auf. Am 2. September brach die britische 3. Armee mit der 4., sowie der kanadischen 1. und 4. Division in der Schlacht von Drocourt-Quéant in der deutschen Wotanstellung ein; die bei Arleux doppelt umfasste 17. Armee zog sich bis 7. September auf die Linie Bertincourt – Doignes –Buissy zurück. Gleichzeitig wurden weiter im Norden der Leie-Bogen und der im April erkämpfte Kemmelberg von der 6. Armee aufgegeben. Das Große Hauptquartier war bereits vorsorglich von Avesnes nach Spa zurückverlegt worden.

### Vormarsch auf die Hindenburglinie

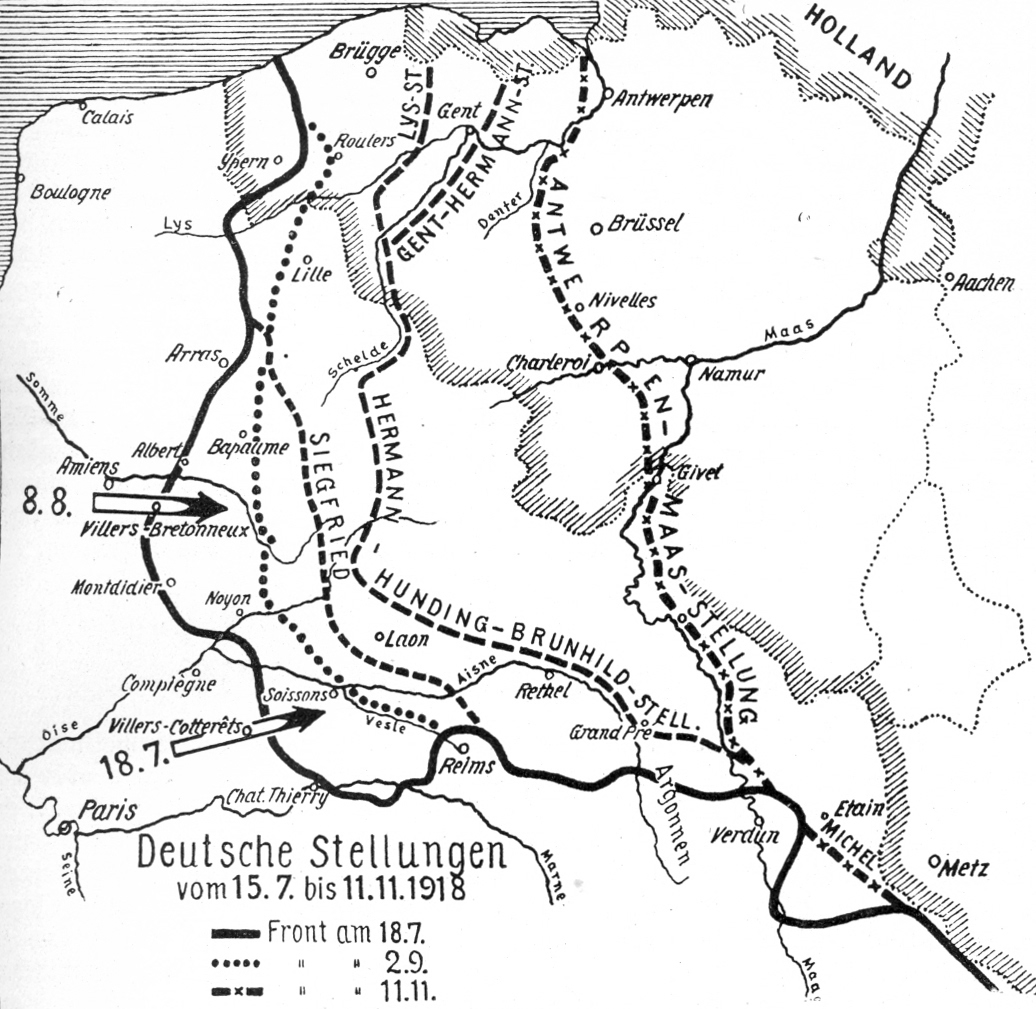
Deutsche Verteidigungsstellungen an der Westfront 1918

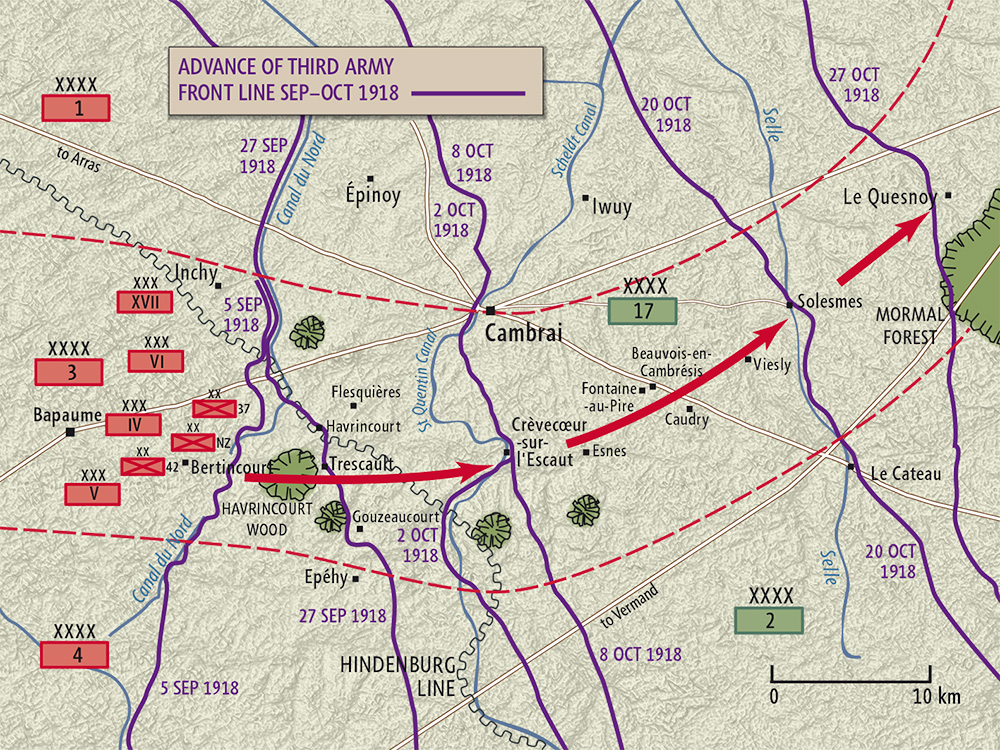
Angriff der britischen 3. Armee über den Canal du Nord auf Cambrai

Nach diesen Einbrüchen in die deutsche Front drängten die Alliierten weiter auf die Hindenburglinie. Die deutsche Hauptverteidigungslinie reichte von Cerny an der Aisne bis nach Arras. Das VI. Korps der britischen 3. Armee überschritt mit der 62. Division, der neuseeländischen Division und der 2. Division den Canal du Nord und konnte die Front der deutschen 17. Armee am 12. September bei Havrincourt durchbrechen. Von diesem Ergebnis ermutigt, ordnete Douglas Haig ein weiteres Vorgehen auf Cambrai an. Die britische 4. Armee unter General Rawlinson erreichte bis zum 11. September die Linie Attilly – Vermand – Buissy, eroberte den Bois d'Holnon, siegte am 18. September in der Schlacht von Épehy und ging von Norden her auf St. Quentin vor. Deutsche Gegenangriffe zwischen Villers-Guislain und dem nördlich davon liegenden Mœuvres scheiterten.
Die französische Groupe d’Armées du Centre des Generals Paul Maistre an der Aisne näherte sich mit der unterstellten 10., 6. und 9. Armee der Hindenburglinie von Süden her. Gegenüber deckte die deutsche 9. Armee des Generals Fritz von Below die Linie La Fère über Saint-Gobain bis zur Hochfläche von Laffaux. Die deutsche 7. Armee wich ab 4. September von der Vesle auf die Aisne zurück, am 7. September gab sie den letzten südlichen Frontvorsprung bei Maizy auf. In der Schlacht bei Savy-Dallon (10. September 1918) und in der Schlacht bei Vauxaillon (14. September 1918) wurde die deutsche 9. und 7. Armee auf die Ailette zurückgedrängt. Anfang September 1918 mussten die deutschen Armeen im Sommeabschnitt und an der Aisne im Wesentlichen auf ihre Ausgangsstellungen vor der Frühjahrsoffensive vom März 1918 zurückgenommen werden. Die Heeresgruppe unter General Boehn wurde am 8. Oktober wegen der Frontverkürzung wieder aufgelöst.

## Kampf um die Hindenburglinie
Marschall Foch plante nun eine Reihe von gleichzeitigen Angriffen auf die deutschen Stellungen in Frankreich (frz. Grande Offensive), wobei von verschiedenen Punkten besonders auf die deutschen Nachschublinien gezielt wurde. Ein einziger erfolgreicher Angriff aus dieser Welle sollte dabei schon genügen, um die gesamte Front zu verschieben. Vor der eigentlichen Offensive wurden noch die letzten verbliebenen vorgeschobenen Frontverläufe der Deutschen zurückgedrängt. Französische und amerikanische Verbände griffen zwischen 12. und 15. September in der Schlacht von St. Mihiel im Raum südöstlich Verdun energisch an und zwangen die deutschen und österreichisch-ungarischen Truppen zur Aufgabe des dortigen Frontbogens.
Der Angriff von Fochs „Grande Offensive“ begann am 26. September gleichzeitig gegen die Aisne und zusammen mit amerikanischen Truppen gegen die Maas (Maas-Argonnen-Offensive). Die französische 5. Armee brach am 30. September in der Schlacht bei Saint-Thierry in die Stellungen der deutschen 1. Armee ein. In der östlichen Champagne wurde der Angriff von der französischen 4. Armee unter General Henri Gouraud auf 40 Kilometer Breite zwischen Suippes und Massiges nach Norden angesetzt. Nach der Schlacht bei Somme-Py am 26. September wurde die deutsche 3. Armee unter General von Einem Anfang Oktober auf Grandpré und die Aire zurückgedrängt. Rechts davon unterstützte die 1. US-Armee unter General Hunter Liggett nach dem Vorstoß auf Montfaucon-d’Argonne am 6. Oktober, der Angriff erfolgte beiderseits der Argonnen über schwieriges Gebiet, die Hindenburglinie wurde hier erst am 17. Oktober durchbrochen.
Am 28. September begann im Norden die alliierte Armeegruppe unter König Albert I. mit der belgischen Armee, der 2. britischen Armee unter General Herbert Plumer und der von der Vesle nach Flandern verlegten französischen 6. Armee unter General Jean-Marie Degoutte. Die Belgier und Franzosen griffen gegen die Linie Torhout – Roulers an, Plumers Armee machte in der 5. Schlacht bei Ypern anfänglich große Fortschritte, wurde dann aber durch Nachschubprobleme und die deutsche 4. Armee unter General Friedrich Sixt von Armin gestoppt. Die britische 1. Armee unter General Henry Horne unterstützte den Angriff und bedrohte Lens. Die hier verteidigende deutsche 6. Armee unter General von Quast konnte sich noch bis zum 17. Oktober im Raum Lille und Douai halten.

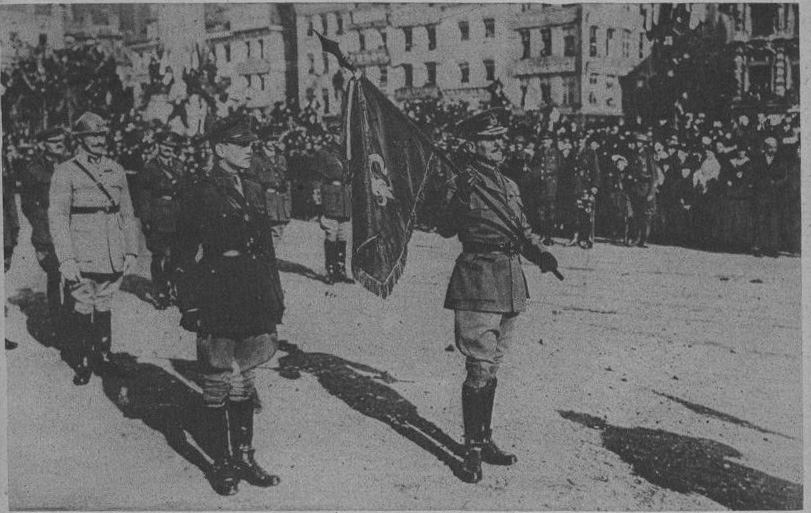
Befreiung von Lille durch die britische 5. Armee unter General William Birdwood

Am 27. September rangen nordwestlich von Cambrai 15 alliierte Divisionen am Canal du Nord, bei dem das kanadische Korps den Wald von Bourlon einnehmen konnte. Am 29. September begann der zentrale Angriff auf die Hindenburglinie in der Schlacht am Saint-Quentin-Kanal. Dabei ging die 4. britische Armee entlang des Canal de Saint-Quentin vor, während die französische 1. Armee die Befestigungen der deutschen 18. Armee bei und südlich von St. Quentin angriff. General von der Marwitz musste damit rechnen, dass die Alliierten die Front seiner 2. Armee zwischen Le Catelet und Bellicourt durchstoßen wollten, überraschenderweise griff die britische 4. Armee am 29. September weiter südlich bei Riqueval an. Ziel für die 27. US-Division war der Raum westlich von Bellicourt, für die 30. US-Division der Ort Bony und für die 46. britische Division die Gegend westlich von Bellenglise. Unterstützt wurden diese von der 4. australischen Division, die im rückwärtigen Raum bei Le Verguier stand. Die Front der deutschen 2. Armee wurde nochmals bei Bellicourt und Bellenglise aufgerissen. Am 5. Oktober hatten die Alliierten die Hindenburglinie in diesem Abschnitt auf einer Länge von 31 km vollständig überwunden.
Die deutsche Oberste Heeresleitung unter General Ludendorff forderte am 29. September 1918 von der Reichsregierung die sofortige Aufnahme von Waffenstillstandsverhandlungen mit dem Hinweis, dass die Front jeden Tag zusammenbrechen könne. Der Verfall der deutschen Moral war so offensichtlich, dass jetzt viele alliierte Kommandeure und Politiker den Krieg noch 1918 beenden wollten – zuvor glaubten sie die Entscheidung erst 1919 erzwingen zu können.

## Schlachtenfolge im Oktober

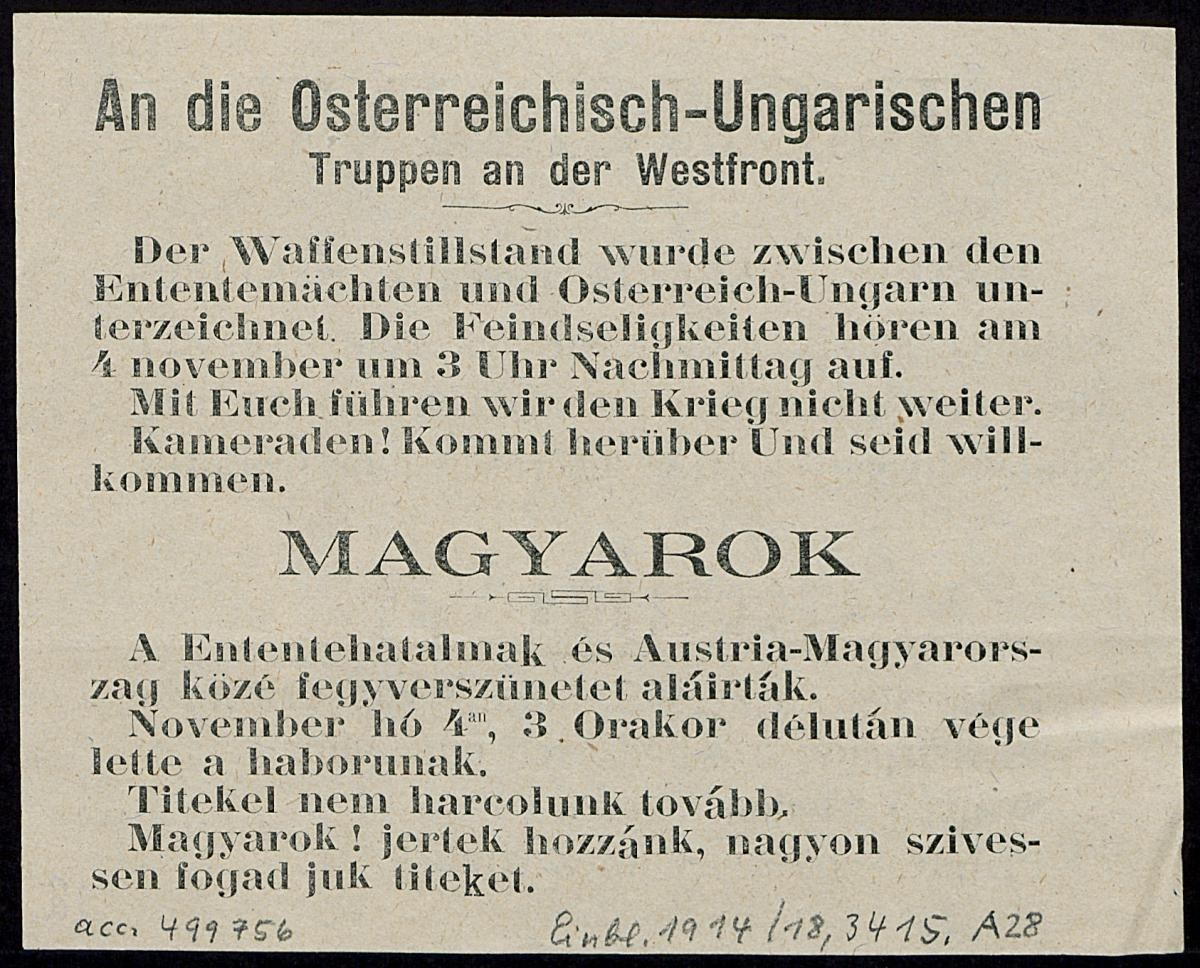
Aufruf zur Kapitulation an die österreichisch-ungarischen Truppen

Im Oktober 1918 wurden die deutschen Truppen aus Gebieten verdrängt, die sie 1914 erobert hatten. An der Westfront standen noch 186 Divisionen, nachdem bereits 22 Divisionen wegen zu geringer Mannschaftsstärke aufgelöst werden mussten. Die Alliierten drückten die Deutschen in Richtung der Bahnlinie von Metz nach Brügge, die für den größten Teil des Krieges die Versorgung der gesamten Front in Nordfrankreich und Belgien gewährleistet hatte. Als die alliierten Truppen diese Bahnstrecke erreichten, waren die deutschen Truppen gezwungen, große Mengen an schweren Waffen und Nachschub zurückzulassen, was die Moral und die Kampffähigkeit weiter beeinträchtigte.
Die ungenügend ausgebaute Hermannstellung, die nördlich von Gent an der Küste begann, dem Verlauf der Flüsse Leie und Schelde nach Süden folgte und bei Marle in die Hunding-Stellung überging, konnte die alliierten Angriffe im Nordabschnitt auch nicht mehr zum Stehen bringen. Am 8. Oktober 1918 brachen die britische 5. und 1. Armee durch die Hindenburglinie durch. Die Heeresgruppe des Kronprinzen Rupprecht von Bayern wurde in der Schlacht bei Courtrai (14. Oktober) und der Schlacht an der Lys und Schelde (20. Oktober) angegriffen und zum Rückzug in den Raum Tournai genötigt.
Am 2. Oktober gelang es dem IX. Korps (General Walter Braithwaite) der britischen 3. Armee mit der 46. und 32. Division, unterstützt durch die 2. australische Division, die Front bei Beaurevoir zu durchbrechen. Die verbleibenden Reste der deutschen 2. und der 18. Armee zogen sich daraufhin in die bereits Anfang September errichtete Auffangstellung zurück. Die deutsche 9. Armee wurde im Mittelabschnitt wegen der Frontverkürzung aufgelöst, am 8. Oktober trat die bei St. Quentin ringende 18. Armee als neuer rechter Flügel zur Heeresgruppe Deutscher Kronprinz zurück.
Die britische 3. Armee brach am 8. Oktober mit dem VI. (General Aylmer Haldane), XVII. (General Charles Fergusson) und dem kanadischen Korps (General Arthur Currie) in der Schlacht bei Cambrai durch die Front der deutschen 17. Armee und befreite die Stadt am folgenden Tag. Nach dem Durchbruch des britischen Kavalleriekorps unter General Charles Kavanagh bei Le Cateau musste General Otto von Below bis 10. Oktober auf die Hermannstellung zurückgehen und wurde am 12. Oktober durch General Mudra ersetzt. Am 13. Oktober besuchten Douglas Haig und Georges Clemenceau das befreite Cambrai. Die britische 5. Armee besetzte am 18. Oktober Lille, die deutsche 6. Armee ging auf Tournai zurück. Die britische 3. Armee drängte die deutsche 17. Armee in der Schlacht an der Selle bis 20. Oktober auf die Linie Valenciennes – Solesmes – Le Cateau zurück, südlich davon hatte die britische 4. Armee Bohain genommen und näherte sich Wassigny.
Im Mittelabschnitt griffen die Franzosen an: Die 10. Armee unter Mangin nahm Laon zurück und stieß nach Norden vor. Das im Abschnitt der französische 5. Armee (General Henri Berthelot) kämpfende italienische 2. Korps unter General Alberico Albricci ging bei Berry-au-Bac über die Aisne und nahm an der Rückeroberung des Chemin des Dames teil. Bis zum 10. Oktober hatte Kronprinz Wilhelm die 18. Armee auf die Linie Aisonville – westlich Macquigny – Ostufer der Oise zurückgenommen. Die deutsche 18. Armee hatte französischen Übergangsversuchen an der Oise bei La Fère bis 15. Oktober standgehalten und wurde in der Schlacht an der Serre zum Rückzug auf die Linie Guise – Vervins und Poix gezwungen. Die französische 1. Armee war nach der Einnahme von St. Quentin über die Sambre gegangen und siegte am 15. Oktober in der Schlacht bei Mont-D´Origny. Die deutsche 7. Armee (Eberhardt) wich hinter die Souche, die 1. Armee (seit 12. Oktober unter Otto von Below) ging auf Rethel und die 3. Armee (Einem) auf Vouziers zurück. Die Heeresgruppe des Generals Gallwitz rang mit der französischen 5. Armee im Raum Dun und musste ostwärts von Verdun die Woëvre-Ebene der 2. US-Armee unter General Robert Lee Bullard überlassen.

## Schlusskämpfe und Waffenstillstand im November 1918

Der Chef des französischen Generalstabes, General Philippe Pétain, und der amerikanische Oberbefehlshaber General John Pershing

In der Schlacht bei Valenciennes wurde die deutsche 2. Armee (seit 22. September unter General Adolph von Carlowitz) am 1. November auf die belgische Grenze zurückgedrängt. Dieser folgenschwere Durchbruch überzeugte das deutsche Oberkommando, dass der Krieg zu beenden sei. In der Schlacht an der Sambre am 4. November siegte die britische 4. Armee gemeinsam mit der französischen 1. Armee, welche gleichzeitig von Süden her in der Schlacht von Guise und am 6. November im Raum Thiérache unterstützte. Die britischen Truppen versuchten auf Maubeuge und Mons durchzubrechen, erlitten aber beim Versuch, den Canal de la Sambre à l’Oise zu überqueren, teilweise hohe Verluste. Es gelang ihnen bis zum 5. November 1918, einen etwa 80 km breiten und 5 km tiefen Brückenkopf jenseits des Kanals zu erobern und die deutsche 2. und 18. Armee auf Charleroi zurückzuwerfen.
Kurz vor Kriegsende standen die englischen Armeen fast vollständig im belgischen Raum. Von Nord nach Süd erreichte die 2. Armee (Plumer) die Linie Voorde bis Lessines, die 5. Armee (Birdwood) folgend Ath und Chièvres, die 1. Armee (Horne) war im Raum Mons konzentriert. Die britische 3. Armee stand beiderseits der Sambre vor der Festung Maubeuge. Die südlichste Armee, die britische 4., stand noch auf französischen Territorium im Raum Avesnes, wo der Anschluss an die französische 1. Armee unter Debeney erfolgte. Die französische 10. Armee hatte Vervins befreit, die französische 5. Armee unter General Adolphe Guillaumat erreichte bis Kriegsende Mézières. Zwischen dem 1. und 5. November rang die französische 5. Armee in der Schlacht bei Le Chesne und drang bis Kriegsende in den Raum Sedan vor; die 1. US-Armee überschritt die Straße zwischen Buzancy und Barricourt und stieß auf Stenay. Am 1. November griff auch die 2. US-Armee unter General Bullard an und drängte die Heeresgruppe Gallwitz bis Kriegsende auf die Linie Montmédy – Longuyon – Étain zurück.
Die Zahl der Toten und Verwundeten war während dieser Kämpfe auf beiden Seiten hoch. Besonders schwer waren die Verluste der deutschen Truppenzahl, besonders die Zahl der Gefangenen und Vermissten nahm mit den Rückzügen dramatisch zu – im Juni 17.700, im Juli 52.500, im August 110.000 und im September 119.000 Mann. Nach der Zusammenstellung der Obersten Heeresleitung verlor das deutsche Westheer seit der Offensive vom März bis einschließlich September 1918 insgesamt 1.344.300 Soldaten.
Bereits am 26. Oktober wurde der deutsche Operationsführer General Ludendorff durch den neuen Generalquartiermeister Wilhelm Groener ersetzt. Groener und Generalfeldmarschall Hindenburg drängten am 9. November Kaiser Wilhelm II. zur Abdankung. Die Schlusskämpfe vor der Antwerpen-Maas-Stellung dauerten noch bis wenige Minuten, bevor der Waffenstillstand von Compiègne am 11. November 1918 um 11.00 Uhr in Kraft trat, an. Einer der letzten Soldaten, die in diesem Krieg starben, war der kanadische Soldat George Lawrence Price, der zwei Minuten vor dem Waffenstillstand fiel.

## Nachweise
1. ↑  Charles E. W. Bean: The Australian Imperial Force in France during the Allied Offensive, 1918. = The A.I.F. in France: May 1818 – the Armistice (= The Official History of Australia in the War of 1914–1918. Bd. 6). Angus & Robertson, Sydney 1942, S. 472.
2. ↑  Charles E. W. Bean: The Australian Imperial Force in France during the Allied Offensive, 1918. = The A.I.F. in France: May 1818 – the Armistice (= The Official History of Australia in the War of 1914–1918. Bd. 6). Angus & Robertson, Sydney 1942, S. 155.
3. ↑  Charles E. W. Bean: The Australian Imperial Force in France during the Allied Offensive, 1918. = The A.I.F. in France: May 1818 – the Armistice (= The Official History of Australia in the War of 1914–1918. Bd. 6). Angus & Robertson, Sydney 1942, S. 497.
4. ↑  John F. B. Livesay: Canada's Hundred Days. With the Canadian Corps from Amiens to Mons, Aug. 8–Nov. 11, 1918. Thomas Allen, Toronto 1919, S. 95.
5. ↑  Douglas Orgill: Armoured onslaught: 8th August 1918 (= Ballantine's illustrated History of the Violent Century. Battle Book. Nr. 25.). Ballantine Books, New York NY 1972, ISBN 0-345-02608-X.
6. ↑  Charles E. W. Bean: The Australian Imperial Force in France during the Allied Offensive, 1918. = The A.I.F. in France: May 1818 – the Armistice (= The Official History of Australia in the War of 1914–1918. Bd. 6). Angus & Robertson, Sydney 1942, S. 713–714.
7. ↑  John F. B. Livesay: Canada's Hundred Days. With the Canadian Corps from Amiens to Mons, Aug. 8–Nov. 11, 1918. Thomas Allen, Toronto 1919, S. 205 f.
8. ↑  Bernard Wasserstein: Barbarism and civilization. A history of Europe in our time. Oxford University Press, Oxford u. a. 2007, ISBN 978-0-19-873074-3, S. 93–96.
9. ↑  Kronprinz Wilhelm: Meine Erinnerungen aus Deutschlands Heldenkampf. E. S. Mittler & Sohn, Berlin 1923, S. 356.
10. ↑  Anton Wagner: Der Erste Weltkrieg. Ein Blick zurück (= Truppendienst-Taschenbücher. Bd. 7, ZDB-ID 525144-8). 2., überarbeitete und ergänzte Auflage. Verlag Carl Ueberreuter, Wien u. a. 1981, S. 336.
11. ↑  John Hayes Fisher: The last soldiers to die in World War I. BBC News, 29. Oktober 2008.